# 오브젝트독
오브젝트독(ObjectDock)은 맥 오에스 텐 아쿠아 그래픽 사용자 인터페이스에서 주어지는 것과 비슷한 도크(Dock)를 제공하는 컴퓨터 프로그램이다. 대한민국에서는 옵덕이라고 줄여 부르기도 한다. 스타독(StarDock)사의 오브젝트 데스크톱(Object Desktop)이라는 상표에서 제공되며 윈도우 2000/XP 이상의 운영체제를 지원한다. 관리자 권한으로 실행하면 윈도우 비스타, 윈도우 7에서도 사용할 수 있다. 무료 버전과 기능 강화 버전으로 나눌 수 있다.

## 기능
오브젝트독은 사용자가 원하는 프로그램의 바로 가기 아이콘을 "도크" 안에다 넣을 수 있게 도와 준다. 이것은 맥 오에스 텐과 비슷하게 윈도 사용자들의 기능을 제공하는 것이다. 프로그램은 앞서 말했듯이 두 가지 버전이 제공되며, 구매를 하면 더 많은 기능들을 제공한다. 오브젝트독은 프로그램을 실행하기 위해서나 작업 표시줄을 대체하는 데에 쓰일 수 있으며, 오브젝트독을 기능적으로 날씨, 최근 소식과 같은 플러그인으로 강화시킬 수 있다.

## 같이 보기
- 스타독